# Enea Arnaldi

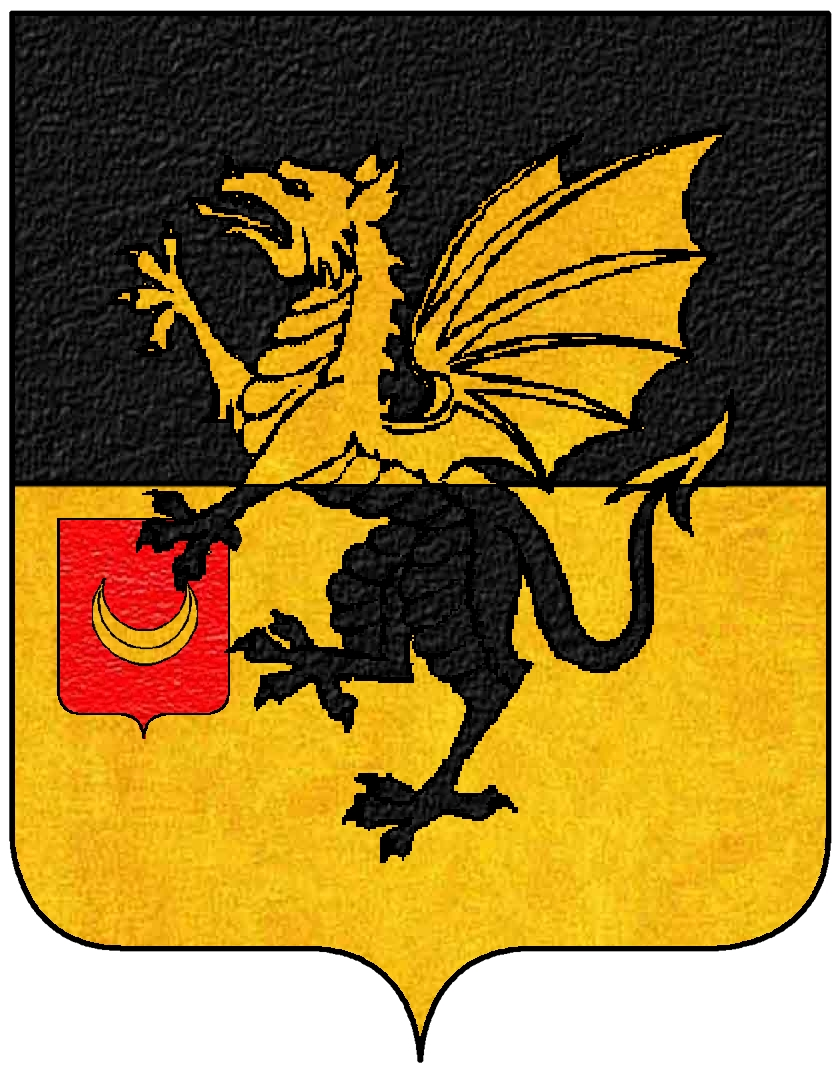
Wappen der Familie Arnaldi

Graf Enea Arnaldi, auch Aeneas Arnaldi (* 29. April 1716 in Vicenza; † 22. Mai 1794 ebenda), war ein italienischer Architekt.

## Leben

### Familie
Enea Arnaldi entstammte einer alten Patrizierfamilie und war der Sohn des Grafen Guido Antonio Arnaldi und dessen Ehefrau Lavinia (geb. Negri) und hatte noch zwei Brüder.
Er erblindete und lebte bis zu seinem Tod bei seinem Bruder in Contrà S. Paolo, 13 in Vicenza.

### Werdegang

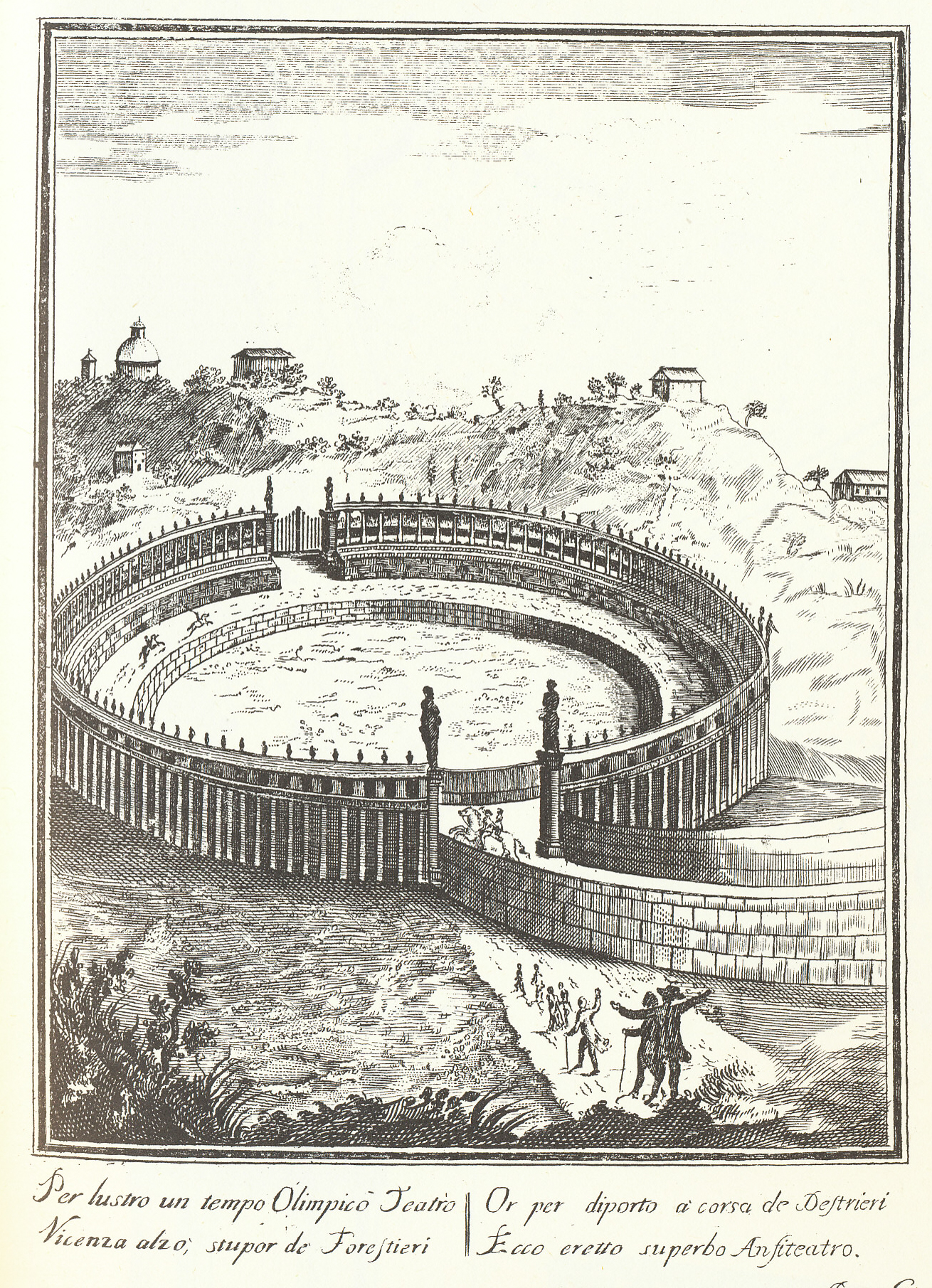
Cavallerizza in Campo Marzo

Enea Arnaldi absolvierte ein Architekturstudium.
Als Nachfolger von Ottavio Bertotti-Scamozzi (1719–1790) führte er dessen Aufgabe, den Palladianismus in Vicenza zu verbreiten, weiter fort.
Der Magistrat von Vicenza übertrug ihm die Restaurierung des Rathauses Palazzo della Ragione (deutsch etwa Justizpalast), das von Andrea Palladio erbaut worden war.
Er entwarf 1769 einen Grundriss für eine Basilika und 1779 wurde, nach seinen Plänen von 1752 bis 1754, der Bau der Reitbahn der Stadt, die Cavallerizza in Campo Marzo, ausgeführt.

### Schriftstellerisches Wirken
Enea Arnaldi fasste seine architektonischen Prinzipien und seinen Klassizismus in verschiedenen Schriften zusammen, so unter anderem 1749 mit Idea d’un teatro nelle princpali parti simile agli antichi, all’ uso moderno accommodato, die sich mit der Theaterbaukunst beschäftigte, jedoch erst 1762 veröffentlicht wurde. Seine Schrift Delle Basiliche antiche e specialmente di quella di Vicenza von 1769 behandelte die antiken Basiliken in Vicenza.
1777 verfasste er anonym die Schrift Della vera misura dei delitti e della retta norma di applicare le pene (deutsch: Über das wahre Maß der Verbrechen und die richtige Regel der Strafzumessung), in der er sich gemäßigt gegen die Reformbestrebungen des Rechtsphilosophen Cesare Beccaria aussprach.
Er stand mit dem Architekten Tommaso Temanza in Briefverkehr, der 1822 in der mehrbändigen Schrift Raccolta di lettere sulla Pittura von Stefano Ticozzi (1762–1836) veröffentlicht wurde.

## Mitgliedschaften
Enea Arnaldi war Mitglied der Kunstvereinigung Accademia Olimpica.

## Schriften (Auswahl)

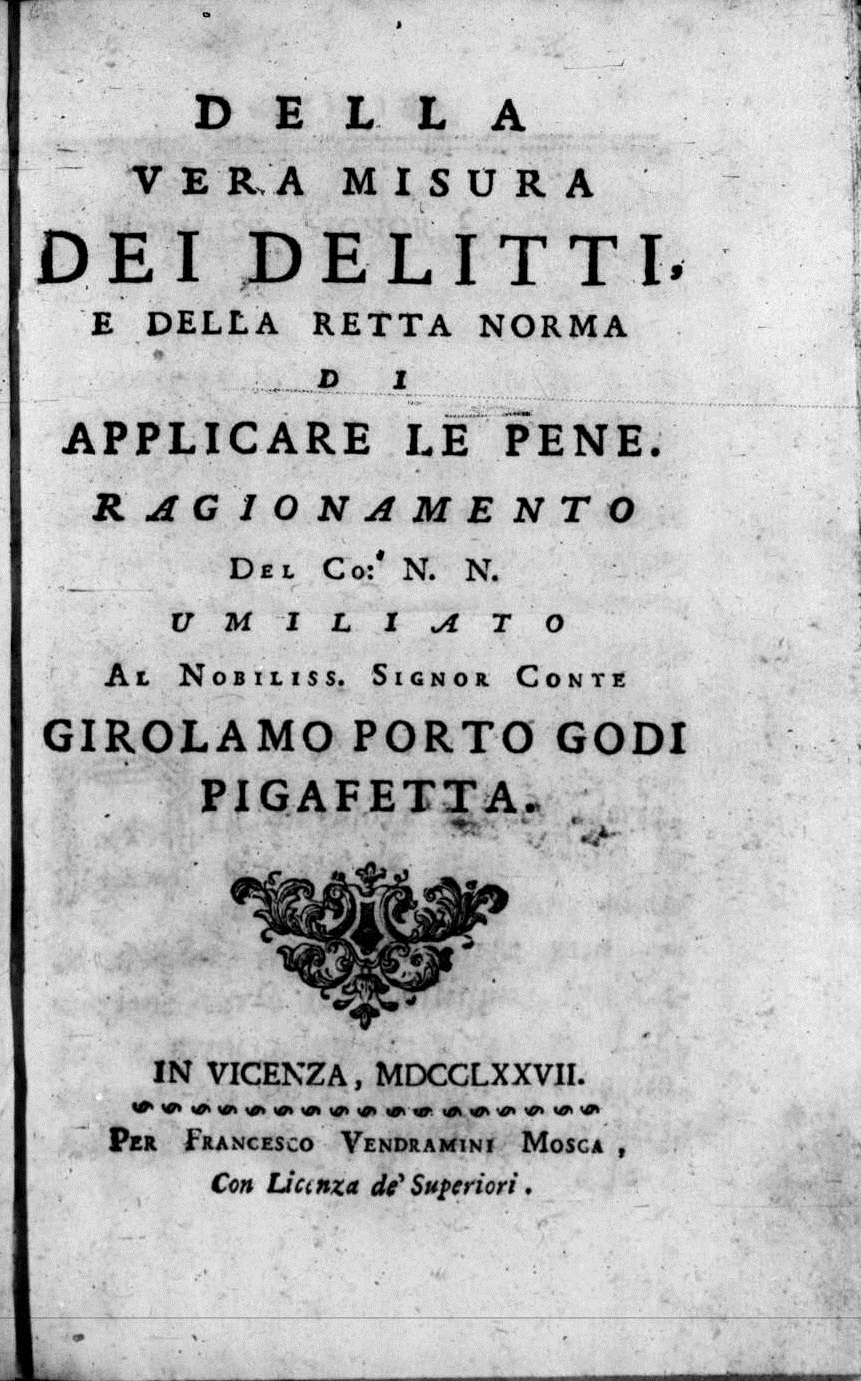
Über das wahre Maß der Verbrechen und die richtige Regel der Strafzumessung

- Idea d’un teatro nelle princpali parti simile agli antichi, all’ uso moderno accommodato. Vicenza, 1762.
- Delle Basiliche antiche e specialmente di quella di Vicenza. Vicenza, 1769.
- Della vera misura dei delitti e della retta norma di applicare le pene. Vicenza 1777.
- Descrizione delle Architetture, Pitture E Scolture Di Vicenza. Vicenza, 1779.